# Pony Canyon
Pony Canyon, Inc. (株式会社ポニーキャニオン Kabushiki gaisha Ponī Kyanion?), eller bara Ponycan, är ett japanskt företag som publicerar musik, filmer och datorspel som grundades den 1 oktober 1966 med sitt säte i Minato, Tokyo.